# دم‌فلزی
دم‌فلزی‌ها گروهی از مرغ‌های مگس در سردهٔ (نام علمی: Metallura) هستند. این گونه‌ها در امتداد رشته‌کوه‌های آند پراکنده شده‌اند.
سردهٔ Metallura توسط پرنده‌شناس انگلیسی جان گولد در سال ۱۸۴۷ معرفی شد. گونه نماد پیامد آن به عنوان دم‌فلزی سیاه تعیین شد.